# Cimorelli
Cimorelli é um grupo de cantoras popularizado no YouTube e assinou com o selo Universal Music Island. Cimorelli é composta de cinco irmãs americanas. Christina, Katherine, Lisa, Amy e Lauren. Seu estilo de cantar é principalmente usando a capella com instrumentos ocasionais. Elas começaram postando covers de músicas no YouTube, antes de lançarem músicas originais. Em Maio de 2016 o grupo lançou seu primeiro álbum. Seu álbum ''Alive'' foi lançado e muito comentado na íntegra. No mês de outubro de 2017, o grupo produziu mais um álbum de sua discografia denominado: ''Welcome to the sad girls Club'' No qual se mudaram do Sul Da Califórnia para Nashville (Tennessee) para continuarem sua carreira musical. No programa ''Life as Cimorelli'', Lauren afirma estar em choque de que as quatro primeiras irmãs irão morar em sua própria residência, e as duas caçulas junto com seus pais e seus outros 4 irmãos em outra residência. A família sempre foi bem unida. Em janeiro de 2020, Dani anuncia sua saída da banda.

## História

### Vida
Criadas em Sacramento (Califórnia), com seus cinco irmãos, as irmãs se familiarizaram com a música cedo, a partir da idade de dois a quatro anos, graças à sua mãe Lynne - ex-professora de música, compositora e ex-diretora do coro - que ensinou às garotas harmonia, piano clássico e vocal de jazz. Em 2002, Christina, Katherine e Lisa começam a se apresentar e recrutam Amy, Lauren e Dani quando elas passaram a ter idade suficiente para se juntar ao grupo. Christina toca piano, Amy piano e violão, Lisa piano e bateria, Katherine o baixo e violão, Lauren piano, pandeireta (no concerto em Lisboa) e violino e Dani bongôs e violão.

### Carreira
Em 2007, Christina, Katherine, Lisa, Amy, Lauren montam um grupo vocal que chamam de Cimorelli (Dani era muito pequena para participar do grupo). Em 2008 elas lançam seu primeiro EP com canções escritas por Christina e Lauren e com as harmonias feitas por Lisa. O álbum não foi lançado por uma gravadora.
Depois de postar no YouTube em 2009 “Party in the USA”, de Miley Cyrus, Cimorelli é descoberta por uma menina de 13 anos em Londres, cuja mãe é agente da artista Jessie J. Sarah Stennett, que também gerencia as Sugababes, grupo britânico pop, aceita gerenciar Cimorelli e ajuda a assinar um contrato com a Universal em abril de 2010. Toda a família se mudou para o sul da Califórnia para as meninas continuarem a sua carreira musical. Em 2010, Dani, com 10 anos, é integrada ao grupo. Cimorelli lançou um EP, "A CimFam EP" na Island Records em dezembro de 2011, incluindo quatro de seus covers mais populares no Youtube, escolhidos pelos votos dos fãs, (Skyscraper de Demi Lovato, Dynamite por Taio Cruz, Price Tag por Jessie J, What makes you beautiful por One Direction), um especial de Natal (All I Want For Christmas Is You por Mariah Carey) e um único original (Million Bucks). O single foi escrito pelas Cimorelli e produzido por Neff-U. CimFam atingiu o 6 º lugar no iTunes popchart dos Estados Unidos, 12 horas após seu lançamento. Ele também ficou bem colocado no Canadá (5 º lugar), Nova Zelândia (9 º lugar), México (10 º), Austrália (15 º lugar), Alemanha (21 º) e Holanda (22 º lugar). Cimorelli lançou seu segundo EP, "Believe It" no início de dezembro de 2012. Ele inclui três canções originais (entre elas "Wings" e "Believe It") e um cover de Natal. Em junho de 2013, Cimorelli lançou seu terceiro EP Made In America. Este inclui o seu novo single Made In America, versão em estúdio da Wings, e dois originais, The Way We Live e Watcha Think About Us.
No dia 4 de maio de 2014, as Cimorelli performaram no DigiFest em Londres, no dia 7 de Julho performaram no DigiFest de Nova Iorque e em 14 de Junho performaram mo DigiFest em Toronto. Em Junho de 2014, foi lançada uma Web Serie intitulada "Summer With Cimorelli" (Verão Com Cimorelli, em português) patrocinado pelo restaurante\fast-food Subway. Em junho foram lançadas duas músicas em formato de single: "What I Do" e "Everything You Have", que estavam na web série. Mais tarde em agosto, foi lançado também a música "Come Over". Elas também tem cantado a música "That Girl Should Be Me", uma música que Christina escreveu sobre um antigo relacionamento. Elas fizeram uma série em 2014 chamada "Meet Cimorelli", em que ela apresentam-se e mostram quem são fora de videoclipe e sua família. Em 21 de Agosto de 2014 elas lançaram um clipe da música "Really Don't Care" de Demi Lovato.
O primeiro álbum completo do grupo foi lançado no ano de 2016. Fizeram uma tour pela Europa, em que visitaram Portugal, Espanha, Alemanha, Reino Unido e Suíça. A Up At Night Tour passou por alguns países da América do Sul e da Europa. Também houve shows no Estados Unidos.
Em Dezembro de 2016, lançaram seu segundo álbum: Alive.
Em Outubro de 2017, lançaram mais um álbum chamado de: ''Sad Girls Club''.

## Integrantes
- Christina, nascida Christina Lynne Cimorelli em 12 de agosto de 1990 (34 anos) em Sacramento, Califórnia, EUA. É a líder, vocalista e pianista do grupo.
- Katherine, nascida  Katherine Ann Cimorelli em 4 de março de 1992 (33 anos) em Sacramento, Califórnia, EUA. É a vocalista e baixista do grupo.
- Lisa, nascida Lisa Michelle Cimorelli em 19 de setembro de 1993 (31 anos) em Sacramento, Califórnia, EUA. É a vocalista, baterista e pianista do grupo.
- Amy, nascida Amy Elizabeth Cimorelli em 1 de julho de 1995 (29 anos) em Sacramento, Califórnia, EUA. É a vocalista e violinista do grupo.
- Lauren, nascida Lauren Christine Cimorelli em 12 de agosto de 1998 (26 anos) em Sacramento, Califórnia, EUA. É a rapper, vocalista e pianista do grupo.

### Ex-integrantes
- Dani, nascida Danielle Nicole Cimorelli em 15 de junho de 2000 (24 anos) em Sacramento, Califórnia, EUA. Foi a rapper, vocalista e guitarrista do grupo. Em 4 de Janeiro de 2020 foi anunciado que Dani estaria deixando a banda para focar nos estudos.

### Família
| Família                           | Nascimento              | Idade   |
| Michael Cimorelli (Pai)           | 7 de julho de 1961      | 60 anos |
| Lynne Cimorelli (Mãe)             | 31 de maio de 1963      | 58 anos |
| Michael "Mike" John Cimorelli     | 18 de fevereiro de 1989 | 32 anos |
| Alexander "Alex" Dante Cimorelli  | 30 de agosto de 1996    | 25 anos |
| Christian Michael Cimorelli       | 18 de fevereiro de 2002 | 19 anos |
| Nicholas "Nick" Anthony Cimorelli | 19 de setembro de 2003  | 18 anos |
| Joseph "Joey" Angelo Cimorelli    | 19 de fevereiro de 2005 | 16 anos |

## Discografia

### Álbuns de estúdio
| Detalhes do álbum                                                                             | Melhores posições atingidas | Melhores posições atingidas | Melhores posições atingidas | Melhores posições atingidas | Vendas    |
| Detalhes do álbum                                                                             | EUA                         | EUA Country                 | EUA Heat                    | EUA Indie                   | Vendas    |
| --------------------------------------------------------------------------------------------- | --------------------------- | --------------------------- | --------------------------- | --------------------------- | --------- |
| Up at Night - Lançamento: 17 de Maio de 2016 - Gravadora: Independente - Formato(s): CD       | —                           | 24                          | 7                           | 31                          | - : 1.500 |
| Alive - Lançamento: 20 de Dezembro de 2016 - Gravadora: Independente - Formato(s): CD         | —                           | —                           | 11                          | —                           |           |
| Sad Girls Club - Lançamento: 27 de outubro de 2017 - Gravadora: Independente - Formato(s): CD | —                           | —                           | 17                          | —                           |           |

### EPs
| Hello There - Lançamento: 2008 - Gravadora: Independente - Formato(s): EP                                  | —   | —  |
| CimFam - Lançamento: 6 de Dezembro de 2011 - Gravadora: Independente - Formato(s): EP                      | —   | —  |
| Believe It - Lançamento: 2012 - Gravadora: Independente - Formato(s): EP                                   | —   | 7  |
| Made In American - Lançamento: 2013 - Gravadora: Independente - Formato(s): EP                             | 179 | 4  |
| Renegade - Lançamento: 27 de Outubro de 2014 - Gravadora: Independente - Formato(s): EP                    | —   | 10 |
| Christmas Magic - Lançamento: 24 de Novembro de 2014 - Gravadora: Independente - Formato(s): EP            | —   | —  |
| Hearts on Fire Mixtape - Lançamento: Maio de 2014 - Gravadora: Independente - Formato(s): EP               | —   | —  |
| I Love You, Or Whatever. - Lançamento: 1 de Agosto de 2018 - Gravadora: Independente - Formato(s): EP      | —   | —  |
| Here's to Us: Wedding Songs - Lançamento: 22 de Outubro de 2018 - Gravadora: Independente - Formato(s): EP | —   | —  |

## Faixas
- 2008 - Hello There

1. "Singing My Song"
2. "On the Radio"
3. "Delaney"
4. "Hello There"
5. "Everything Has Changed"
6. "Do You Know"

- 2011 - CimFam EP

1. "Million Bucks", uma música original, escrita por Christina com arranjos vocais de Lisa.
2. "Price Tag", cover de Jessie J.
3. "Dynamite", cover de Taio Cruz.
4. "What Makes You Beautiful", cover de One Direction.
5. "Skyscraper", cover de Demi Lovato.
6. "All I Want for Christmas Is You", cover de Mariah Carey.

- 2012 - Believe It EP

1. "Believe It"
2. "You Got Me Good"
3. "Wings" (acoustic)
4. "Santa Claus Is Coming To Town"

- 2013 - Made In America EP

1. "Made In America"
2. "Wings"
3. "The Way We Live"
4. "Whatcha Think About Us

- 2014 - Renegade EP

1. I Got You
2. Renegade
3. That Girl Should Be Me
4. "You're Worth It"

- 2015: - Hearts On Fire Mixtape Acoustic

1. "Hearts On Fire - Acoustic"
2. I'm a Mess - Acoustic"
3. Before October's Gone - Acoustic"
4. "I Like It - Acoustic"
5. "Move On - Acoustic"
6. "Good Enough - Acoustic"
7. "Unsaid Things - Acoustic"
8. "A Lot Like Love - Acoustic"
9. Someone To Chase - Acoustic"

- 2016: - Up at Night

1. Up at Night
2. Make It Stronger
3. I Like It
4. I Know You Know It
5. Hearts on Fire
6. I'm a Mess
7. Sunsets and Heartbreak
8. Acid Rain (Never Gonna Stay)
9. Before October's Gone
10. Easy to Forget Me
11. Fall Back
12. Headlights
13. Brave Heart
14. Worth the Fight

- 2016: -  Alive
  1. Your Name Is Forever
  2. One  more night
  3. Alive
  4. Never Let Me Fall
  5. The Love of A man
  6. My God is Here
  7. Hope For It
  8. Kick The Habit
  9. Find me
  10. Love Song (Over Me)

- 2017: - Sad Girls Club
  1. Sad Girls Club
  2. Cars + Parking Lots
  3. If It Isn't You
  4. Last Summer
  5. Boy In a Band
  6. Bad
  7. Ok Well I Guess That's It Then
  8. Kryptonite (feat. Christina Cimorelli)
  9. Blue (feat. Lauren Cimorelli)
  10. Galaxy (feat. Dani Cimorelli)
  11. Girls Like Me (feat. Amy Cimorelli)
  12. Wrong (feat. Lisa Cimorelli)
  13. Where It All Ended... (feat. Katherine Cimorelli)
  14. Who Told You
  15. Pretty Pink

- 2018: - I Love You, or Whatever EP
  1. Superstar
  2. 32 Degrees
  3. What Kind Of Girl
  4. No Good
  5. Minefield
  6. Summer In A Small Town
  7. To Be A Human

- 2018: - Here's to Us: Wedding Songs EP
  1. Here's to Us
  2. A Thousand Years / I Won't Give up / Thinking out Loud
  3. Can't Help Falling in Love
  4. The One (feat. Christina Cimorelli)
  5. Stay Together (feat. Christina Cimorelli)
  6. Perfect
  7. Die a Happy Man

- Outras Músicas Originais
  1. "What I Do"
  2. "All My Friends Say"
  3. "Everything You Have"
  4. "Come Over"
  5. "The Last Time"
  6. "Boom"
  7. "Fall Back"
  8. "Don't Think About It"
  9. "The Way We Live"
  10. "Wings"
  11. You Got Me Good"
  12. "Delaney"
  13. "Million Bucks"
  14. "Whatcha Think About Us"
  15. Miles Away
  16. Bye Boy Bye
  17. Chasing Air
  18. Pretty Boy
  19. Take Me Home